# Onorificenze ucraine
Elenco delle onorificenze e degli ordini di merito e cavallereschi distribuiti dall'Ucraina.

## Ordini cavallereschi
| Nastro | Onorificenza                                |
| ------ | ------------------------------------------- |
|        | Eroe dell'Ucraina                           |
|        | Ordine della libertà                        |
|        | Ordine di Jaroslav il Saggio                |
|        | Ordine al merito                            |
|        | Ordine di Bogdan Chmel'nyc'kyj              |
|        | Ordine degli Eroi della Sotnja Celeste      |
|        | Ordine per il Coraggio                      |
|        | Ordine della Principessa Olga               |
|        | Ordine di Danylo Halyc'kyj                  |
|        | Ordine per il Coraggio nel Lavoro Minerario |

## Medaglie militari e di benemerenza
| Nastro | Onorificenza                               |
| ------ | ------------------------------------------ |
|        | Medaglia al servizio militare dell'Ucraina |
|        | Medaglia al servizio irreprensibile        |
|        | Medaglia al difensore della patria         |
|        | Medaglia per il salvataggio                |

## Medaglie presidenziali
| Nastro | Onorificenza                                                             |
| ------ | ------------------------------------------------------------------------ |
|        | Croce al merito militare                                                 |
|        | Croce di Ivan Mazepa                                                     |
|        | Medaglia al lavoro e alla vittoria                                       |
|        | Medaglia per la partecipazione all'operazione anti-terrorismo            |
|        | Medaglia per la partecipazione umanitaria all'operazione anti-terrorismo |
|        | Medaglia per la difesa dell'Ucraina                                      |

## Medaglie commemorative
| Nastro | Onorificenza                                                                   |
| ------ | ------------------------------------------------------------------------------ |
|        | Medaglia del 60º anniversario della liberazione dell'Ucraina                   |
|        | Medaglia del 20º anniversario dell'indipendenza dell'Ucraina                   |
|        | Medaglia del 25º anniversario dell'indipendenza dell'Ucraina                   |
|        | Medaglia del 25º anniversario del ritiro delle truppe ucraine dall'Afghanistan |
|        | Medaglia del 70º anniversario della liberazione dell'Ucraina                   |
|        | Medaglia del 70º anniversario della vittoria sul nazismo                       |

## Decorazioni del Ministero della difesa dell'Ucraina
| Nastro | Onorificenza                                               |
| ------ | ---------------------------------------------------------- |
|        | Croce al merito speciale                                   |
|        | Distintivo per servizio esemplare                          |
|        | Croce di ferro                                             |
|        | Croce di cavaliere                                         |
|        | Croce di guerra                                            |
|        | Croce al valore                                            |
|        | Medaglia per ferite                                        |
|        | Croce d'onore                                              |
|        | Tridente d'oro                                             |
|        | Medaglia per il rafforzamento delle capacità della difesa  |
|        | Stella della fratellanza militare                          |
|        | Medaglia al difensore dell'Ucraina                         |
|        | Medaglia per l'assistenza alla difesa                      |
|        | Croce delle Forze terrestri                                |
|        | Croce dell'Aeronautica militare                            |
|        | Croce della Marina militare                                |
|        | Croce delle Forze per operazioni speciali                  |
|        | Croce delle Forze di difesa territoriale                   |
|        | Croce delle Forze logistiche                               |
|        | Croce delle Forze di supporto                              |
|        | Croce delle Forze mediche                                  |
|        | Croce delle Forze d'assalto aereo                          |
|        | Croce delle Forze di comunicazioni e sicurezza informatica |
|        | Croce delle Forze missilistiche e di artiglieria           |
|        | Croce del Servizio di trasporto statale speciale           |
|        | Medaglia al guerriero pacificatore                         |
|        | Medaglia per 25 anni di servizio                           |
|        | Medaglia per 20 anni di servizio                           |
|        | Medaglia per 15 anni di servizio                           |
|        | Medaglia per 10 anni di servizio                           |

## Decorazioni del Comandante in capo delle Forze armate dell'Ucraina
| Nastro | Onorificenza                                            |
| ------ | ------------------------------------------------------- |
|        | Croce al merito                                         |
|        | Croce al valore                                         |
|        | Croce d'acciaio                                         |
|        | Croce d'argento                                         |
|        | Croce d'oro                                             |
|        | Croce al merito militare                                |
|        | Medaglia per servizio coscienzioso                      |
|        | Croce del combattente                                   |
|        | Medaglia per indomabilità                               |
|        | Medaglia per una vita salvata                           |
|        | Medaglia per assistenza all'esercito                    |
|        | Medaglia al miglior sergente delle Forze Armate Ucraine |

## Decorazioni del Servizio di sicurezza dell'Ucraina
| Nastro | Onorificenza                                      |
| ------ | ------------------------------------------------- |
|        | Distintivo del Servizio di sicurezza dell'Ucraina |
|        | Distintivo al valore                              |
|        | Distintivo al coraggio                            |
|        | Medaglia per 25 anni di servizio                  |
|        | Medaglia per 20 anni di servizio                  |
|        | Medaglia per 15 anni di servizio                  |
|        | Medaglia per 10 anni di servizio                  |

## Decorazioni della Polizia nazionale dell'Ucraina
| Nastro | Onorificenza                     |
| ------ | -------------------------------- |
|        | Distintivo d'onore               |
|        | Medaglia per 25 anni di servizio |
|        | Medaglia per 20 anni di servizio |
|        | Medaglia per 15 anni di servizio |
|        | Medaglia per 10 anni di servizio |